# Bazzana
La Bazzana fu una ripartizione medievale della provincia di Milano.

## Storia
Nel tardo medioevo le pievi milanesi furono raggruppate a fini giudiziari e statistici in quattro contadi, il Seprio a nord-ovest, la Burgaria ad sud-ovest, la Martesana a nord-est e la Bazzana a sud-est.
La Bazzana raggruppava queste tre pievi:
- pieve di Gorgonzola,
- pieve di Cornegliano,
- pieve di Pontirolo.

Già nel Rinascimento la Bazzana cominciò a condividere le sue magistrature con la Martesana, finendovi progressivamente inglobata.